# Comuna Hirsk, Snovsk
Hirsk (în ucraineană Гірськ) este o comună în raionul Snovsk, regiunea Cernihiv, Ucraina, formată din satele Hirsk (reședința), Hrinivka și Lîpivka.

## Demografie
Componența lingvistică a comunei Hirsk
     Ucraineană (93,02%)
     Rusă (6,06%)
     Alte limbi (0,92%)
Conform recensământului din 2001, majoritatea populației comunei Hirsk era vorbitoare de ucraineană (93,02%), existând în minoritate și vorbitori de rusă (6,06%).